# Intesa evangelica siciliana
L'Intesa evangelica siciliana (IES) è un organismo di cooperazione interprotestante siciliano con sede legale a Messina.
La IES è nata come organo di intesa fra alcune comunità evangeliche siciliane sulla base di un consenso comune ad una confessione di fede, a questioni carismatiche ed ecumeniche. Ne fanno parte dodici chiese: le chiese bibliche cristiane di Messina, di Siracusa, di Capaci, di Catania, quartiere San Giovanni Galermo, di Cefalù, di Milazzo, di Castelbuono e di Nicosia; le chiese evangeliche mennonite di Palermo, di Cinisi, di Termini Imerese e la Comunità evangelica Shalom di Palermo, quartiere Brancaccio.
Pubblica il notiziario Incontro